# Bărăganu
Bărăganu (antiguamente Osman-Facî) es una comuna rumana del condado de Constanța.

## Toponimia
El antiguo nombre del lugar puede encontrarse escrito con grafías como Osman-Facî y Osman Faci. Pasó a llamarse Bărăganu.

## Geografía
La comuna se encuentra en la región de Dobruja septentrional.

## Historia
Hacia finales del siglo XIX, la comuna, que ya por entonces pertenecía al condado de Constanța, estaba compuesta por las localidades de Osman-Facî, Ebe-Chioi y Abdulah, y tenía contabilizada una población de 1407 habitantes, en su mayor parte turcos, tártaros y búlgaros.
En la segunda mitad del siglo XX la comuna había pasado a estar formada por las localidades de Bărăganu y Lanurile. En el censo de 2021 la comuna tenía una población de 1916 habitantes.